# Ginástica nos Jogos Pan-Americanos de 2003
A ginástica nos Jogos Pan-americanos de 2003 foi realizada em Santo Domingo, na República Dominicana.

## Eventos
| Ginástica artística - Individual geral masculino - Equipes masculino - Solo masculino - Barra fixa - Barras paralelas - Cavalo com alças - Argolas - Salto sobre a mesa masculino - Individual geral feminino - Equipes feminino - Trave - Solo feminino - Barras assimétricas - Salto sobre a mesa feminino | Ginástica rítmica - Individual geral - Arco - Bola - Maças - Fita |

## Medalhistas

### Ginástica artística
Masculino
| Evento           | Ouro            | Prata                             | Bronze                            |
| Equipe           | Cuba            | Brasil                            | Estados Unidos                    |
| Individual Geral | Eric López      | David Durante                     | Giovanni Quintero                 |
| Argolas          | Eric López      | Regulo Carmona                    | Abel Driggs                       |
| Barra Fixa       | Tomy Ramos      | Michael Brito                     | Mosiah Rodrigues                  |
| Barras paralelas | Eric López      | Abel Driggs                       | Jorge Hugo Giraldo                |
| Cavalo com alças | Eric López      | Luis Vargas                       | Mosiah Rodrigues Clayton Strother |
| Salto            | Eric López      | Diego Hypólito                    | Michel Conceição                  |
| Solo             | Brandon O'Neill | Michel Conceição Clayton Strother | nenhum                            |

Feminino
| Evento              | Ouro             | Prata            | Bronze           |
| Equipe              | Estados Unidos   | Canadá           | Brasil           |
| Individual Geral    | Chellsie Memmel  | Nastia Liukin    | Daniele Hypólito |
| Barras assimétricas | Chellsie Memmel  | Daniele Hypólito | Nastia Liukin    |
| Salto               | Leyanet González | Courtney McCool  | Brenda Magaña    |
| Solo                | Tia Orlando      | Brenda Magaña    | Nastia Liukin    |
| Trave               | Nastia Liukin    | Chellsie Memmel  | Daniele Hypólito |

### Ginástica rítmica
| Evento             | Ouro         | Prata             | Bronze              |
| Individual geral   | Mary Sanders | Olga Karmansky    | Anahi Sosa          |
| Individual - arco  | Mary Sanders | Alexandra Orlando | Anahi Sosa          |
| Individual - bola  | Mary Sanders | Olga Karmansky    | Alexandra Orlando   |
| Individual - maças | Mary Sanders | Alexandra Orlando | Tayanne Mantovaneli |
| Individual - fita  | Mary Sanders | Alexandra Orlando | Cinthia Váldez      |

## Quadro de medalhas
| Ordem | País           | Medalha de ouro | Medalha de prata | Medalha de bronze |    |
| ----- | -------------- | --------------- | ---------------- | ----------------- | -- |
| 1     | Estados Unidos | 10              | 7                | 4                 | 21 |
| 2     | Cuba           | 7               | 2                | 1                 | 10 |
| 3     | Canadá         | 1               | 4                | 1                 | 6  |
| 4     | Porto Rico     | 1               | 1                | 0                 | 2  |
| 5     | Brasil         | 0               | 4                | 7                 | 11 |
| 6     | México         | 0               | 1                | 2                 | 3  |
| 7     | Venezuela      | 0               | 1                | 0                 | 1  |
| 8     | Argentina      | 0               | 0                | 2                 | 2  |
| 8     | Colômbia       | 0               | 0                | 2                 | 2  |
| TOTAL | TOTAL          | 19              | 20               | 19                | 58 |